# Михан, Эдуард Викторович
Эдуард Викторович Михан (бел. Эдуард Віктаравіч Міхан; род. 7 июня 1989, Лунинец, Брестская область) — белорусский легкоатлет, специалист по многоборьям. Выступает за сборную Белоруссии по лёгкой атлетике с 2008 года, серебряный призёр чемпионата мира среди юниоров, обладатель двух серебряных медалей Кубка Европы в командном зачёте, участник летних Олимпийских игр в Лондоне. Мастер спорта Республики Беларусь международного класса.

## Биография
Эдуард Михан родился 7 июня 1989 года в городе Лунинец Брестской области.
Впервые заявил о себе в лёгкой атлетике на международном уровне в сезоне 2008 года, когда вошёл в состав белорусской национальной сборной и побывал на юниорском мировом первенстве в Быдгоще, откуда привёз награду серебряного достоинства, выигранную в программе десятиборья.
В 2009 году стал четвёртым на молодёжном европейском первенстве в Каунасе.
В 2010 году на Кубке Европы по легкоатлетическим многоборьям в Таллине был четвёртым в личном и командном зачётах, позже показал восьмой результат на чемпионате Европы в Барселоне.
В 2011 году занял 11-е место в семиборье на чемпионате Европы в помещении в Париже, в десятиборье с личным рекордом в 8152 очка стал серебряным призёром на молодёжном европейском первенстве в Остраве — уступил здесь только бельгийцу Томасу ван дер Платсену.
Благодаря череде удачных выступлений удостоился права защищать честь страны на летних Олимпийских играх 2012 года в Лондоне — набрал в сумме всех дисциплин десятиборья 7928 очков, расположившись в итоговом протоколе соревнований на 17-й строке.
После лондонской Олимпиады Михан остался в составе легкоатлетической сборной Белоруссии и продолжил принимать участие в крупнейших международных стартах. Так, в 2013 году на Кубке Европы в Таллине он выиграл серебряную медаль личного зачёта и стал четвёртым в командном зачёте. На последовавшем чемпионате мира в Москве с результатом в 7968 очков занял 18-е место.
В 2014 году на Кубке Европы в Торуне вновь получил серебро в личном зачёте и вместе со своими соотечественниками расположился на четвёртой позиции командного зачёта. На чемпионате Европы в Цюрихе провалил все попытки в метании копья и досрочно завершил выступление.
В 2019 году отметился выступлением на командном чемпионате Европы по легкоатлетическим многоборьям в Луцке, где вместе с белорусской сборной стал серебряным призёром в общем зачёте.
За выдающиеся спортивные достижения удостоен почётного звания «Мастер спорта Республики Беларусь международного класса».